# Coupe de France féminine de handball 2023-2024
Navigation
2022-2023 2024-2025
La Coupe de France 2023-2024 est la 31e édition de la Coupe de France féminine de handball, compétition à élimination directe mettant aux prises des clubs de handball amateurs et professionnels affiliés à la Fédération française de handball.
La compétition est remportée pour la 12e fois par le Metz Handball après sa nette victoire 29 à 20 en finale face à la JDA Bourgogne Dijon,.

## Déroulement de la compétition
La compétition, réservée aux équipes premières des clubs évoluant dans les deux premières divisions nationales, se déroule sur sept tours dont la finale à Paris. En cas d'opposition entre un club de D2 et un club de D1, celui de D2 jouera à domicile, quel que soit l’ordre du tirage.
| Tour                | Tirage au sort  | Date des matchs                       | Qualifiés | Entrants                                      | Participants |
| ------------------- | --------------- | ------------------------------------- | --------- | --------------------------------------------- | ------------ |
| Phase de groupes    | Tirage intégral | 23 septembre 2023 au 19 novembre 2023 | -         | 13 clubs de D2 + 9 clubs non-européens de LBE | 22           |
| Huitièmes de finale | Tirage intégral | 6 ou 7 janvier 2024                   | 6         | -                                             | 6            |
| Quarts de finale    | Tirage intégral | 31 janvier 2024                       | 3         | 5 clubs européens 2023-2024                   | 8            |
| Demi-finales        | Tirage intégral | 30 mars 2024                          | 4         | -                                             | 4            |
| Finale              | Tirage intégral | 18 mai 2024                           | 2         | -                                             | 2            |

## Résultats

### Phase de poules
Les 13 clubs de D2 ainsi que les 9 clubs non-européens de LBE débutent la compétition par une phase de poules.

#### Poule A
|   | Équipe               | Pts | J | G | N | P | Bp  | Bc  | Diff | Dép |  | Résultats (dom.\ext.) | Cel.  | Mér.  | Pes. | Bèg.  |
| - | -------------------- | --- | - | - | - | - | --- | --- | ---- | --- |  | --------------------- | ----- | ----- | ---- | ----- |
| 1 | HBC Celles-sur-Belle | 9   | 3 | 3 | 0 | 0 | 89  | 84  | 5    | /   |  | HBC Celles-sur-Belle  |       | 32-31 |      |       |
| 2 | Mérignac Handball    | 7   | 3 | 2 | 0 | 1 | 105 | 80  | 25   | /   |  | Mérignac Handball     |       |       |      | 41-21 |
| 3 | Stade pessacais UC   | 4   | 3 | 0 | 1 | 2 | 86  | 93  | -7   | /   |  | Stade pessacais UC    | 27-28 | 27-33 |      |       |
| 4 | CA Bègles            | 4   | 3 | 0 | 1 | 2 | 79  | 102 | -23  | /   |  | CA Bègles             | 26-29 | 32-32 |      |       |

#### Poule B
|   | Équipe              | Pts | J | G | N | P | Bp  | Bc | Diff | Dép |  | Résultats (dom.\ext.) | Nice  | Toulon | Bou.  | Toulou. |
| - | ------------------- | --- | - | - | - | - | --- | -- | ---- | --- |  | --------------------- | ----- | ------ | ----- | ------- |
| 1 | OGC Nice CA HB      | 9   | 3 | 3 | 0 | 0 | 97  | 75 | 22   | /   |  | OGC Nice CA HB        |       | 34-27  |       |         |
| 2 | Toulon MVHB         | 7   | 3 | 2 | 0 | 1 | 103 | 87 | 16   | /   |  | Toulon MVHB           |       |        | 44-29 |         |
| 3 | Bouillargues HB NM  | 5   | 3 | 1 | 0 | 2 | 79  | 91 | -12  | /   |  | Bouillargues HB NM    | 25-28 |        |       | 25-19   |
| 4 | Toulouse Féminin HB | 3   | 3 | 0 | 0 | 3 | 66  | 92 | -26  | /   |  | Toulouse Féminin HB   | 23-35 | 24-32  |       |         |

#### Poule C
|   | Équipe                  | Pts | J | G | N | P | Bp  | Bc | Diff | Dép |  | Résultats (dom.\ext.)   | Pla.  | Cle.  | Vau.  | Le P. |
| - | ----------------------- | --- | - | - | - | - | --- | -- | ---- | --- |  | ----------------------- | ----- | ----- | ----- | ----- |
| 1 | Handball Plan-de-Cuques | 9   | 3 | 3 | 0 | 0 | 104 | 72 | 32   | /   |  | Handball Plan-de-Cuques |       |       | 36-26 |       |
| 2 | HB Clermont AM 63       | 7   | 3 | 2 | 0 | 1 | 83  | 68 | 15   | /   |  | HB Clermont AM 63       | 27-32 |       |       | 30-18 |
| 3 | Le Pouzin HB 07         | 5   | 3 | 1 | 0 | 2 | 74  | 89 | -15  | /   |  | Le Pouzin HB 07         | 19-36 |       |       | 37-23 |
| 4 | ASUL Vaulx-en-Velin     | 3   | 3 | 0 | 0 | 3 | 67  | 99 | -32  | /   |  | ASUL Vaulx-en-Velin     |       | 18-26 |       |       |

#### Poule D
|   | Équipe                     | Pts | J | G | N | P | Bp | Bc | Diff | Dép |  | Résultats (dom.\ext.)      | Bes.  | St-M. | Noi.  |
| - | -------------------------- | --- | - | - | - | - | -- | -- | ---- | --- |  | -------------------------- | ----- | ----- | ----- |
| 1 | ES Besançon                | 8   | 2 | 2 | 0 | 0 | 68 | 45 | 23   | /   |  | ES Besançon                |       | 36-25 |       |
| 2 | Stella Saint-Maur Handball | 6   | 2 | 1 | 0 | 1 | 52 | 60 | -8   | /   |  | Stella Saint-Maur Handball |       |       | 27-24 |
| 3 | Noisy-le-Grand HB          | 4   | 2 | 0 | 0 | 2 | 44 | 59 | -15  | /   |  | Noisy-le-Grand HB          | 20-32 |       |       |

#### Poule E
|   | Équipe                                      | Pts | J | G | N | P | Bp | Bc | Diff | Dép |  | Résultats (dom.\ext.)                       | St-A. | Str.  | Aul.  | Lom.  |
| - | ------------------------------------------- | --- | - | - | - | - | -- | -- | ---- | --- |  | ------------------------------------------- | ----- | ----- | ----- | ----- |
| 1 | Saint-Amand Handball                        | 9   | 3 | 3 | 0 | 0 | 95 | 74 | 21   | /   |  | Saint-Amand Handball                        |       | 36-18 |       |       |
| 2 | Strasbourg Achenheim Truchtersheim Handball | 5   | 3 | 1 | 0 | 2 | 74 | 89 | -15  | /   |  | Strasbourg Achenheim Truchtersheim Handball |       |       | 31-27 |       |
| 3 | Sambre Avesnois Handball                    | 5   | 3 | 1 | 0 | 2 | 85 | 86 | -1   | /   |  | Sambre Avesnois Handball                    | 29-30 |       |       | 29-25 |
| 4 | Lomme Lille MH                              | 5   | 3 | 1 | 0 | 2 | 78 | 83 | -5   | /   |  | Lomme Lille MH                              | 27-29 | 26-25 |       |       |

#### Poule F
|   | Équipe              | Pts | J | G | N | P | Bp | Bc | Diff | Dép |  | Résultats (dom.\ext.) | Par.  | Le_H. | St-G. |
| - | ------------------- | --- | - | - | - | - | -- | -- | ---- | --- |  | --------------------- | ----- | ----- | ----- |
| 1 | Paris 92            | 8   | 2 | 2 | 0 | 0 | 72 | 40 | 32   | /   |  | Paris 92              |       |       | 34-15 |
| 2 | Le Havre AC         | 5   | 2 | 0 | 1 | 1 | 49 | 62 | -13  | /   |  | Le Havre AC           | 25-38 |       |       |
| 3 | Saint-Grégoire RMHB | 5   | 2 | 0 | 1 | 1 | 39 | 58 | -19  | /   |  | Saint-Grégoire RMHB   |       | 24-24 |       |

### Huitièmes de finale
Les premier de chaque groupe s'affrontent pour accéder au tour suivant. Tirage au sort intégral sans protection. Le premier tiré reçoit.
| 6 janvier 20h45 | HBC Celles-sur-Belle (D2) | 24 – 35 | Paris 92 | Celles-sur-Belle |
| 6 janvier 20h45 | (8-15)                    |         |          | Celles-sur-Belle |
| 6 janvier 20h45 | FFHandball                |         |          | Celles-sur-Belle |

| 6 janvier 20h30 | OGC Nice CA HB | 24 – 23 | Handball Plan-de-Cuques | Nice |
| 6 janvier 20h30 | (13-11)        |         |                         | Nice |
| 6 janvier 20h30 | FFHandball     |         |                         | Nice |

| 6 janvier 20h00 | ES Besançon               | 41 – 40 (tab) | Saint-Amand Handball | palais des sports Ghani-Yalouz Besançon Arbitrage : Mathias et Mathieu Pajot |
| 6 janvier 20h00 | (13-14, 29-29)            |               |                      | palais des sports Ghani-Yalouz Besançon Arbitrage : Mathias et Mathieu Pajot |
| 6 janvier 20h00 | Prol. : néant'Tab : 12-11 |               |                      | palais des sports Ghani-Yalouz Besançon Arbitrage : Mathias et Mathieu Pajot |
| 6 janvier 20h00 | FFHandball                |               |                      | palais des sports Ghani-Yalouz Besançon Arbitrage : Mathias et Mathieu Pajot |

Alors que les deux équipes se sont quittées au bout de 60 minutes sur le score de 29-29, il a en effet fallu attendre la troisième série de cinq tirs au but pour voir finalement l'ES Besançon s'imposer face au Saint-Amand Handball.

## Phase finale
|  | Huitièmes de finales             | Huitièmes de finales             | Huitièmes de finales             | Huitièmes de finales             |                          |                | Quart de finales                     | Quart de finales                     | Quart de finales                     | Quart de finales                     |  |  | Demi-finales        | Demi-finales        | Demi-finales        | Demi-finales        |  |  | Finale             | Finale             | Finale             | Finale             |
|  |                                  |                                  |                                  |                                  |                          |                |                                      |                                      |                                      |                                      |  |  |                     |                     |                     |                     |  |  |                    |                    |                    |                    |
|  | 6 janvier 2024, Celles-sur-Belle | 6 janvier 2024, Celles-sur-Belle | 6 janvier 2024, Celles-sur-Belle | 6 janvier 2024, Celles-sur-Belle |                          |                | 31 janvier 2024, Issy-les-Moulineaux | 31 janvier 2024, Issy-les-Moulineaux | 31 janvier 2024, Issy-les-Moulineaux | 31 janvier 2024, Issy-les-Moulineaux |  |  | 30 mars 2024, Brest | 30 mars 2024, Brest | 30 mars 2024, Brest | 30 mars 2024, Brest |  |  | 18 mai 2024, Paris | 18 mai 2024, Paris | 18 mai 2024, Paris | 18 mai 2024, Paris |
|  | HBC Celles-sur-Belle (D2)        | HBC Celles-sur-Belle (D2)        | 24                               | 24                               |                          |                | 31 janvier 2024, Issy-les-Moulineaux | 31 janvier 2024, Issy-les-Moulineaux | 31 janvier 2024, Issy-les-Moulineaux | 31 janvier 2024, Issy-les-Moulineaux |  |  | 30 mars 2024, Brest | 30 mars 2024, Brest | 30 mars 2024, Brest | 30 mars 2024, Brest |  |  | 18 mai 2024, Paris | 18 mai 2024, Paris | 18 mai 2024, Paris | 18 mai 2024, Paris |
|  | HBC Celles-sur-Belle (D2)        | HBC Celles-sur-Belle (D2)        | 24                               | 24                               |                          |                | 31 janvier 2024, Issy-les-Moulineaux | 31 janvier 2024, Issy-les-Moulineaux | 31 janvier 2024, Issy-les-Moulineaux | 31 janvier 2024, Issy-les-Moulineaux |  |  | 30 mars 2024, Brest | 30 mars 2024, Brest | 30 mars 2024, Brest | 30 mars 2024, Brest |  |  | 18 mai 2024, Paris | 18 mai 2024, Paris | 18 mai 2024, Paris | 18 mai 2024, Paris |
|  | Paris 92                         | Paris 92                         | 35                               | 35                               |                          |                | 31 janvier 2024, Issy-les-Moulineaux | 31 janvier 2024, Issy-les-Moulineaux | 31 janvier 2024, Issy-les-Moulineaux | 31 janvier 2024, Issy-les-Moulineaux |  |  | 30 mars 2024, Brest | 30 mars 2024, Brest | 30 mars 2024, Brest | 30 mars 2024, Brest |  |  | 18 mai 2024, Paris | 18 mai 2024, Paris | 18 mai 2024, Paris | 18 mai 2024, Paris |
|  | Paris 92                         | Paris 92                         | 35                               | 35                               | Paris 92                 | Paris 92       | 29                                   | 29                                   |                                      |                                      |  |  | 30 mars 2024, Brest | 30 mars 2024, Brest | 30 mars 2024, Brest | 30 mars 2024, Brest |  |  | 18 mai 2024, Paris | 18 mai 2024, Paris | 18 mai 2024, Paris | 18 mai 2024, Paris |
|  |                                  |                                  |                                  |                                  | Paris 92                 | Paris 92       | 29                                   | 29                                   |                                      |                                      |  |  | 30 mars 2024, Brest | 30 mars 2024, Brest | 30 mars 2024, Brest | 30 mars 2024, Brest |  |  | 18 mai 2024, Paris | 18 mai 2024, Paris | 18 mai 2024, Paris | 18 mai 2024, Paris |
|  |                                  |                                  | Brest Bretagne Handball          | Brest Bretagne Handball          | 37                       | 37             |                                      |                                      |                                      |                                      |  |  | 30 mars 2024, Brest | 30 mars 2024, Brest | 30 mars 2024, Brest | 30 mars 2024, Brest |  |  | 18 mai 2024, Paris | 18 mai 2024, Paris | 18 mai 2024, Paris | 18 mai 2024, Paris |
|  |                                  |                                  |                                  |                                  | 37                       | 37             |                                      |                                      |                                      |                                      |  |  | 30 mars 2024, Brest | 30 mars 2024, Brest | 30 mars 2024, Brest | 30 mars 2024, Brest |  |  | 18 mai 2024, Paris | 18 mai 2024, Paris | 18 mai 2024, Paris | 18 mai 2024, Paris |
|  |                                  | 31 janvier 2024, Metz            |                                  |                                  |                          |                |                                      |                                      |                                      |                                      |  |  | 30 mars 2024, Brest | 30 mars 2024, Brest | 30 mars 2024, Brest | 30 mars 2024, Brest |  |  | 18 mai 2024, Paris | 18 mai 2024, Paris | 18 mai 2024, Paris | 18 mai 2024, Paris |
|  |                                  |                                  |                                  |                                  |                          |                |                                      |                                      |                                      |                                      |  |  | 30 mars 2024, Brest | 30 mars 2024, Brest | 30 mars 2024, Brest | 30 mars 2024, Brest |  |  | 18 mai 2024, Paris | 18 mai 2024, Paris | 18 mai 2024, Paris | 18 mai 2024, Paris |
|  | Brest Bretagne Handball          | Brest Bretagne Handball          | 29                               | 29                               |                          |                |                                      |                                      |                                      |                                      |  |  |                     |                     |                     |                     |  |  | 18 mai 2024, Paris | 18 mai 2024, Paris | 18 mai 2024, Paris | 18 mai 2024, Paris |
|  | Brest Bretagne Handball          | Brest Bretagne Handball          | 29                               | 29                               |                          |                |                                      |                                      |                                      |                                      |  |  |                     |                     |                     |                     |  |  | 18 mai 2024, Paris | 18 mai 2024, Paris | 18 mai 2024, Paris | 18 mai 2024, Paris |
|  |                                  |                                  | Metz Handball                    | Metz Handball                    | 35                       | 35             |                                      |                                      |                                      |                                      |  |  |                     |                     |                     |                     |  |  | 18 mai 2024, Paris | 18 mai 2024, Paris | 18 mai 2024, Paris | 18 mai 2024, Paris |
|  |                                  |                                  |                                  |                                  | 35                       | 35             |                                      |                                      |                                      |                                      |  |  |                     |                     |                     |                     |  |  | 18 mai 2024, Paris | 18 mai 2024, Paris | 18 mai 2024, Paris | 18 mai 2024, Paris |
|  |                                  | 30 mars 2024, Nantes             |                                  |                                  |                          |                |                                      |                                      |                                      |                                      |  |  |                     |                     |                     |                     |  |  | 18 mai 2024, Paris | 18 mai 2024, Paris | 18 mai 2024, Paris | 18 mai 2024, Paris |
|  |                                  |                                  |                                  |                                  |                          |                |                                      |                                      |                                      |                                      |  |  |                     |                     |                     |                     |  |  | 18 mai 2024, Paris | 18 mai 2024, Paris | 18 mai 2024, Paris | 18 mai 2024, Paris |
|  | Metz Handball                    | Metz Handball                    | 33                               | 33                               |                          |                |                                      |                                      |                                      |                                      |  |  |                     |                     |                     |                     |  |  | 18 mai 2024, Paris | 18 mai 2024, Paris | 18 mai 2024, Paris | 18 mai 2024, Paris |
|  | Metz Handball                    | Metz Handball                    | 33                               | 33                               |                          |                |                                      |                                      |                                      |                                      |  |  |                     |                     |                     |                     |  |  | 18 mai 2024, Paris | 18 mai 2024, Paris | 18 mai 2024, Paris | 18 mai 2024, Paris |
|  |                                  |                                  | Chambray Touraine Handball       | Chambray Touraine Handball       | 23                       | 23             |                                      |                                      |                                      |                                      |  |  |                     |                     |                     |                     |  |  | 18 mai 2024, Paris | 18 mai 2024, Paris | 18 mai 2024, Paris | 18 mai 2024, Paris |
|  |                                  |                                  |                                  |                                  | 23                       | 23             |                                      |                                      |                                      |                                      |  |  |                     |                     |                     |                     |  |  | 18 mai 2024, Paris | 18 mai 2024, Paris | 18 mai 2024, Paris | 18 mai 2024, Paris |
|  |                                  | 31 janvier 2024, Besançon        |                                  |                                  |                          |                |                                      |                                      |                                      |                                      |  |  |                     |                     |                     |                     |  |  | 18 mai 2024, Paris | 18 mai 2024, Paris | 18 mai 2024, Paris | 18 mai 2024, Paris |
|  |                                  |                                  |                                  |                                  |                          |                |                                      |                                      |                                      |                                      |  |  |                     |                     |                     |                     |  |  | 18 mai 2024, Paris | 18 mai 2024, Paris | 18 mai 2024, Paris | 18 mai 2024, Paris |
|  | Metz Handball                    | Metz Handball                    | 29                               | 29                               |                          |                |                                      |                                      |                                      |                                      |  |  |                     |                     |                     |                     |  |  |                    |                    |                    |                    |
|  | Metz Handball                    | Metz Handball                    | 29                               | 29                               | 6 janvier 2024, Besançon |                |                                      |                                      |                                      |                                      |  |  |                     |                     |                     |                     |  |  |                    |                    |                    |                    |
|  |                                  |                                  | JDA Bourgogne Dijon              | JDA Bourgogne Dijon              | 20                       | 20             |                                      |                                      |                                      |                                      |  |  |                     |                     |                     |                     |  |  |                    |                    |                    |                    |
|  | ES Besançon                      | ES Besançon                      | JDA Bourgogne Dijon              | JDA Bourgogne Dijon              | 20                       | 20             | 29 (12)                              | 29 (12)                              |                                      |                                      |  |  |                     |                     |                     |                     |  |  |                    |                    |                    |                    |
|  | ES Besançon                      | ES Besançon                      |                                  |                                  |                          |                |                                      | 29 (12)                              |                                      |                                      |  |  |                     |                     |                     |                     |  |  |                    |                    |                    |                    |
|  | Saint-Amand Handball             | Saint-Amand Handball             | 29 (11)                          | 29 (11)                          |                          |                |                                      |                                      |                                      |                                      |  |  |                     |                     |                     |                     |  |  |                    |                    |                    |                    |
|  | Saint-Amand Handball             | Saint-Amand Handball             | 29 (11)                          | 29 (11)                          | ES Besançon              | ES Besançon    | 29                                   | 29                                   |                                      |                                      |  |  |                     |                     |                     |                     |  |  |                    |                    |                    |                    |
|  |                                  |                                  |                                  |                                  | ES Besançon              | ES Besançon    | 29                                   | 29                                   |                                      |                                      |  |  |                     |                     |                     |                     |  |  |                    |                    |                    |                    |
|  |                                  |                                  | Neptunes de Nantes               | Neptunes de Nantes               | 33                       | 33             |                                      |                                      |                                      |                                      |  |  |                     |                     |                     |                     |  |  |                    |                    |                    |                    |
|  |                                  |                                  |                                  |                                  | 33                       | 33             |                                      |                                      |                                      |                                      |  |  |                     |                     |                     |                     |  |  |                    |                    |                    |                    |
|  |                                  | 31 janvier 2024, Nice            |                                  |                                  |                          |                |                                      |                                      |                                      |                                      |  |  |                     |                     |                     |                     |  |  |                    |                    |                    |                    |
|  |                                  |                                  |                                  |                                  |                          |                |                                      |                                      |                                      |                                      |  |  |                     |                     |                     |                     |  |  |                    |                    |                    |                    |
|  | Neptunes de Nantes               | Neptunes de Nantes               | 22                               | 22                               |                          |                |                                      |                                      |                                      |                                      |  |  |                     |                     |                     |                     |  |  |                    |                    |                    |                    |
|  | Neptunes de Nantes               | Neptunes de Nantes               | 22                               | 22                               | 6 janvier 2024, Nice     |                |                                      |                                      |                                      |                                      |  |  |                     |                     |                     |                     |  |  |                    |                    |                    |                    |
|  |                                  |                                  | JDA Bourgogne Dijon              | JDA Bourgogne Dijon              | 27                       | 27             |                                      |                                      |                                      |                                      |  |  |                     |                     |                     |                     |  |  |                    |                    |                    |                    |
|  | OGC Nice CA HB                   | OGC Nice CA HB                   | JDA Bourgogne Dijon              | JDA Bourgogne Dijon              | 27                       | 27             | 24                                   | 24                                   |                                      |                                      |  |  |                     |                     |                     |                     |  |  |                    |                    |                    |                    |
|  | OGC Nice CA HB                   | OGC Nice CA HB                   |                                  |                                  |                          |                |                                      | 24                                   |                                      |                                      |  |  |                     |                     |                     |                     |  |  |                    |                    |                    |                    |
|  | Handball Plan-de-Cuques          | Handball Plan-de-Cuques          | 23                               | 23                               |                          |                |                                      |                                      |                                      |                                      |  |  |                     |                     |                     |                     |  |  |                    |                    |                    |                    |
|  | Handball Plan-de-Cuques          | Handball Plan-de-Cuques          | 23                               | 23                               | OGC Nice CA HB           | OGC Nice CA HB | 20                                   | 20                                   |                                      |                                      |  |  |                     |                     |                     |                     |  |  |                    |                    |                    |                    |
|  |                                  |                                  |                                  |                                  | OGC Nice CA HB           | OGC Nice CA HB | 20                                   | 20                                   |                                      |                                      |  |  |                     |                     |                     |                     |  |  |                    |                    |                    |                    |
|  |                                  |                                  | JDA Bourgogne Dijon              | JDA Bourgogne Dijon              | 26                       | 26             |                                      |                                      |                                      |                                      |  |  |                     |                     |                     |                     |  |  |                    |                    |                    |                    |
|  |                                  |                                  |                                  |                                  | 26                       | 26             |                                      |                                      |                                      |                                      |  |  |                     |                     |                     |                     |  |  |                    |                    |                    |                    |
|  |                                  |                                  |                                  |                                  |                          |                |                                      |                                      |                                      |                                      |  |  |                     |                     |                     |                     |  |  |                    |                    |                    |                    |
|  |                                  |                                  |                                  |                                  |                          |                |                                      |                                      |                                      |                                      |  |  |                     |                     |                     |                     |  |  |                    |                    |                    |                    |
|  |                                  |                                  |                                  |                                  |                          |                |                                      |                                      |                                      |                                      |  |  |                     |                     |                     |                     |  |  |                    |                    |                    |                    |
|  |                                  |                                  |                                  |                                  |                          |                |                                      |                                      |                                      |                                      |  |  |                     |                     |                     |                     |  |  |                    |                    |                    |                    |

( ) = Tirs au but; ; * = Equipe qui reçoit

### Quarts de finale
Les trois équipes victorieuses du tour précédentsont rejointes par les cinq équipes ayant pris part à une coupe d'Europe : le Metz Handball et le Brest Bretagne Handball en Ligue des champions, et les Neptunes de Nantes, Chambray Touraine Handball et le JDA Bourgogne Dijon en Ligue européenne.
Tirage au sort intégral sans protection. Le premier tiré reçoit.
| 31 janvier 2024 20h30 | Paris 92   | 29 – 37 | Brest Bretagne Handball | Palais des sports Robert-Charpentier, Issy-les-Moulineaux |
| 31 janvier 2024 20h30 | (12-22)    |         |                         | Palais des sports Robert-Charpentier, Issy-les-Moulineaux |
| 31 janvier 2024 20h30 | FFHandball |         |                         | Palais des sports Robert-Charpentier, Issy-les-Moulineaux |

| 31 janvier 2024 19h30 | Metz Handball | 33 – 23 | Chambray Touraine Handball | Les Arènes, Metz |
| 31 janvier 2024 19h30 | (15-10)       |         |                            | Les Arènes, Metz |
| 31 janvier 2024 19h30 | FFHandball    |         |                            | Les Arènes, Metz |

| 31 janvier 2024 20h00 | ES Besançon | 29 – 33 | Neptunes de Nantes | Palais des sports Ghani-Yalouz, Besançon |
| 31 janvier 2024 20h00 | (13-17)     |         |                    | Palais des sports Ghani-Yalouz, Besançon |
| 31 janvier 2024 20h00 | FFHandball  |         |                    | Palais des sports Ghani-Yalouz, Besançon |

| 31 janvier 2024 20h30 | OGC Nice CA HB | 20 – 26 | JDA Bourgogne Dijon | Halle des sports Charles-Ehrmann, Nice |
| 31 janvier 2024 20h30 | (10-7)         |         |                     | Halle des sports Charles-Ehrmann, Nice |
| 31 janvier 2024 20h30 | FFHandball     |         |                     | Halle des sports Charles-Ehrmann, Nice |

### Demi-finales
Tirage au sort intégral sans protection. Le premier tiré reçoit.
| 30 mars 2024 17h05 | Brest Bretagne Handball | 29–35 | Metz Handball | Brest Arena, Brest |

| 30 mars 2024 18h00 | Neptunes de Nantes | 22–27 | JDA Bourgogne Dijon | Complexe Sportif Mangin Beaulieu, Nantes |

### Finale
La finale se déroule le 18 mai 2024 à l'Adidas Arena Porte de la Chapelle :
| 18 mai 2024 19h05 | Metz Handball   | 29 – 20    | JDA Bourgogne Dijon | Adidas Arena Arbitrage : Mathilde Cournil, Loriane Lamour |
| 18 mai 2024 19h05 | Sarah Bouktit 6 | (15 – 14)  | Celine Sivertsen 6  | Adidas Arena Arbitrage : Mathilde Cournil, Loriane Lamour |
| 18 mai 2024 19h05 | ×3              | FFHandball | ×1                  | Adidas Arena Arbitrage : Mathilde Cournil, Loriane Lamour |

### Autres finales
Conjointement avec celle de Coupe de France nationale féminine, trois autres finales des Coupes de France ont lieu le 18 mai 2025. La finale Coupe de France nationale masculine a, quant à elle, été disputée le 20 avril 2025 avec six autres finales des Coupes de France. Les résultats sont :
| Catégorie            | Date                  | Club recevant                                   | Score        | Club visiteur                             |
| -------------------- | --------------------- | ----------------------------------------------- | ------------ | ----------------------------------------- |
| Nationale masc.      | 20 avril 2024 à 21h05 | HBC Nantes (D1)                                 | 31 – 23      | Paris Saint-Germain (D1)                  |
| Fédérale fém.        | 18 mai 2024 à 13h15   | Union du pays d'Aix Bouc Handball (N1)          | 18 – 33      | Palente Besançon Handball (N1)            |
| Fédérale masc.       | 18 mai 2024 à 15h15   | US Saintes (N1)                                 | 40 – 33      | Élite val d'Oise (N1)                     |
| Régionale fém.       | 20 avril 2024 à 18h45 | US Beaurepaire (N3 - AURA)                      | 17 – 25      | CA Évron (N3 - Pays de la Loire)          |
| Régionale masc.      | 20 avril 2024 à 16h45 | CM Floirac Cenon                                | 37 – 33      | AST Chateauneuf en Thymerais              |
| Départementale fém.  | 20 avril 2024 à 12h45 | AS Pagny Handball (Dép. 1 - Meurthe-et-Moselle) | 28 – 24      | l’Étoile parisienne (75) (Dép. 2 - Paris) |
| Départementale masc. | 20 avril 2024 à 10h45 | Lacanau Ocehand                                 | 30 – 29      | OHB Ste-Gemmes-sur-Loire                  |
| HandSourds masc.     | 20 avril 2024 à 14h45 | AS Tolosa                                       | 36 – 35      | AS Sourds de Lyon                         |
| HandFauteuil         | 18 mai 2024 à 17h15   | HBC Canteleu                                    | 2 (sets) – 1 | Saint-Loubès                              |

## Vainqueur
| Vainqueur de la Coupe de France 2023-2024 Metz Handball 12e victoire |

## Nombre d'équipes par division et par tour
| Divisions / Manches     | Phase de groupes | Huitièmes de finale | Quarts de finale | Demi- finales | Finale |
| ----------------------- | ---------------- | ------------------- | ---------------- | ------------- | ------ |
| Clubs LBE européens     | non présents     | non présents        | 5                | 4             | 2      |
| Clubs LBE non-européens | 9                | 5                   | 3                | 0             | 0      |
| Clubs D2 VAP            | 4                | 1                   | 0                | 0             | 0      |
| Clubs D2 non-VAP        | 9                | 0                   | 0                | 0             | 0      |
| Total                   | 22               | 6                   | 8                | 4             | 2      |